# Battaglia di Toba-Fushimi
La battaglia di Toba-Fushimi (鳥羽・伏見の戦い?, Toba-Fushimi no Tatakai) fu uno scontro decisivo tra le forze dello shogunato Tokugawa e quelle filo-imperiali avvenuto durante la guerra Boshin. La battaglia iniziò il 27 gennaio 1868 (o quarto anno di Keiō, primo mese, 3º giorno, secondo il calendario lunare), quando le forze dello shogunato e le forze alleate dei domini di Chōshū, Satsuma e Tosa si scontrarono vicino a Fushimi, nei pressi di Kyoto. La battaglia durò quattro giorni, e si concluse con la sconfitta definitiva dello shogunato.